# Bur man laimi
Bur man laimi è un singolo del gruppo musicale lettone Tautumeitas, pubblicato il 4 dicembre 2024 come terzo estratto dal quinto album in studio Zem Saules/Under the Solar Spell.

## Descrizione
Bur man laimi è stato scritto e composto dalle cinque componenti del gruppo, ossia Asnate Rancāne, Aurēlija Rancāne, Elvis Lintiņš, Laura Līcīte e Gabriēla Zvaigznīte, mentre la produzione è stata affidata alle stesse Tautumeitas; il brano world music, interamente scritto in lettone, è stato inviato all'emittente pubblica Latvijas Televīzija (LTV) come proposta per l'edizione 2025 di Supernova, il processo di selezione decretante il rappresentante lettone all'Eurovision Song Contest 2025 a Basilea, in Svizzera.
Il 20 novembre 2024 l'ensemble è stato annunciato come uno dei venti partecipanti alla selezione nazionale; dopo aver superato la semifinale, Bur man laimi è stato esibito durante la serata finale della competizione l'8 febbraio 2025, e il voto combinato di pubblico e giuria lo ha incoronato vincitore e rappresentante nazionale sul palco eurovisivo a Basilea. È la prima volta dal 2004 che la Lettonia presenta una canzone cantata in lettone all'Eurovision.

## Tracce
Testi e musiche di Asnate Rancāne, Aurēlija Rancāne, Elvis Lintiņš, Laura Līcīte e Gabriēla Zvaigznīte.
1. Bur man laimi – 2:58

## Classifiche
| Classifica (2025) | Posizione massima |
| ----------------- | ----------------- |
| Grecia            | 70                |
| Lettonia          | 4                 |
| Lituania          | 12                |
| Svizzera          | 97                |